# Чантлискуре
Чантлискуре (груз. ჩანტლისყურე, авар. Росохъ) — село в Грузии. Находится в восточной Грузии, в Кварельском муниципалитете края Кахетия. Расположено в Алазанской долине, на высоте 350 метров над уровнем моря. От города Кварели располагается в 12 километрах. 
По результатам переписи 2014 года в селе проживало 455 человек. В Чантлискуре есть средняя школа. Основное население села составляют аварцы (бежтинцы).

## Население
В Чантлискури практически все население — аварцы, имеется также несколько грузинских семей. Иногда местные аварцы берут в жены грузинок. 
В 2010 году насчитывалось 146 дворов, село вместе с селениями Октомбери, где живут осетины и грузины, и Чикани, населённым грузинами, входит в сельсовет Чикани. 
Главным занятием в Чантлискури является скотоводство, а также заимствованное от азербайджанцев парниковое овощеводство (ранние огурцы и помидоры) и бахча. В небольших количествах для себя выращивают кукурузу, фасоль, другие овощи.
После распада чиканского колхоза, в начале 1990-х годов грузинским руководством был проведён раздел земли колхоза: грузины получили по 1,25 га земли, тогда как аварцам выделили по 0,5 га.  При Саакашвили земли вокруг Чантлискури были признаны пограничными, этим якобы и должны были объясняться такие малые размеры наделов. Технику им не выдали, несмотря на то, что в своё время аварцы привезли из Чечни и сдали в колхоз много техники. Своих пастбищ у сельчан нет вовсе, из-за чего арендуют землю для выпаса и под бахчу у грузин. 
Чтобы предотвратить расширение Чантлискури, грузины обнесли территорию села колючей проволокой. 
Участки земли плодородные и хорошо снабжаются водой из источников, это позволяет сельчанам заниматься хозяйством, не выезжая на работы в Россию, что отличает их от двух других аварских селений Кварельского района.